# Евсеев, Николай Юрьевич
Никола́й Ю́рьевич Евсе́ев (2 февраля 1948, Фрязино, Московская область, СССР) — советский футболист. Нападающий, полузащитник.

## Карьера
Воспитанник СК «Олимп» Фрязино. За свою карьеру выступал в советских командах «Олимп» (Фрязино), «Машиностроитель» (Балашиха), «Спартак» (Москва), «Динамо» (Ленинград). По завершении карьеры игрока был тренером групп ОФП футбольнохоккейной базы СК «Олимп», директором футбольно-хоккейной базы СК «Олимп» и ответственным секретарем Федерации футбола Фрязино.